# Henri-Edmond Cross

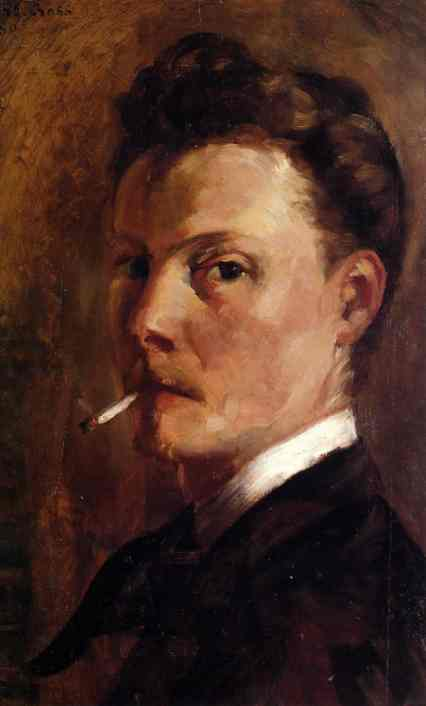
Autorretrato con cigarro (1880).

Henri-Edmond Cross (Douai, 20 de mayo de 1856 - Saint-Clair, 16 de mayo de 1910) fue un pintor puntillista francés.

## Biografía
Henri-Edmond Cross ingresó en 1878 en las Écoles Académiques de Dessin et d'Architecture de Lille, donde asistió al estudio del pintor Alphonse Colas. Se trasladó a París en 1881 y continuó su formación en el estudio de Émile Dupont-Zipcy. Aquel año concurrió por primera vez al Salon y decidió cambiar su nombre por el de «Henri Cross», versión inglesa y reducida del original, para no ser confundido con el famoso pintor romántico, Eugène Delacroix; más tarde, en 1886, adoptaría finalmente el nombre de «Henri-Edmond Cross», para distinguirse del escultor francés Henri Cross. 
En 1884 Cross colaboró en la fundación de la Société des Artistes Indépendants, donde conoció a los pintores neoimpresionistas Seurat, Dubois-Pillet y Angrand. No obstante, todavía durante los años ochenta su pintura habría de evidenciar el influjo de Bastien-Lepage, Manet y de los pintores impresionistas. 
El año de 1891, el de la muerte de Seurat, fue decisivo en su trayectoria artística. En él pintó su primera obra neoimpresionista, Retrato de la señora Cross, y debido a problemas de reumatismo, se trasladó a vivir al sur de Francia, primero a Cabasson y finalmente a Saint-Clair, donde permanecería el resto de su vida, salvo dos estancias en Italia en 1903 y 1908 y visitas anuales a París para exponer en el Salon des Indépendants. 
Un año después de la llegada de Cross a Saint-Clair, Paul Signac fijó su residencia en Saint-Tropez, a pocos kilómetros de distancia. En compañía de Signac, Cross afianzó su técnica, llevando a cabo marinas y escenas de la vida campesina de ideología filo-anarquista. Además de Signac, Cross mantuvo estrecha amistad con Angrand, Luce, Van Rysselberghe y Félix Fénéon, y concurrió a diversos salones de La Libre Esthétique, en Bruselas. 
Desde mediados de los años noventa Signac y Cross abandonaron los diminutos puntos de color por pinceladas más amplias y ordenadas, semejantes a teselas de mosaico. El así llamado «neoimpresionismo de segunda generación» tendría una importancia decisiva en la gestación del Fauvismo, fruto del paso de muchos de los futuros artistas fauves, como Matisse, Derain, Puy, Manguin, Camoin, Albert Marquet y Valtat, por Saint-Clair y Saint-Tropez a comienzos del siglo XX.
En 1905 se celebró la primera exposición individual de Cross en la Galería Druet. Dos años más tarde, Félix Fénéon organizó una retrospectiva de su obra en la Galería Bernheim-Jeune. Cross murió de cáncer el 16 de mayo de 1910 en Saint-Clair.
Nueve de sus obras se encuentran en el Museo de Orsay en París.de su pintura famosa

## Galería

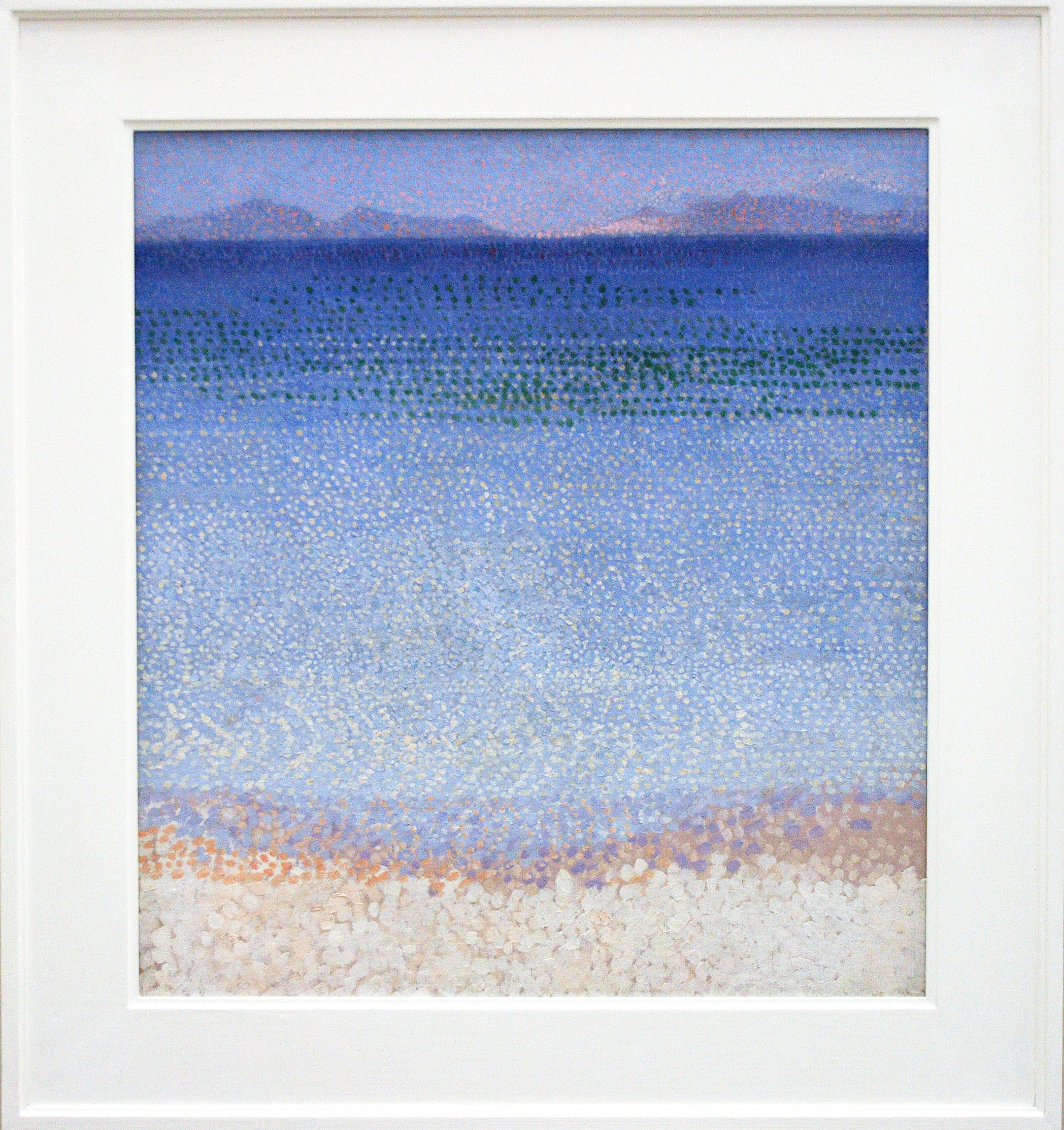
Las islas de oro, 1891–1892
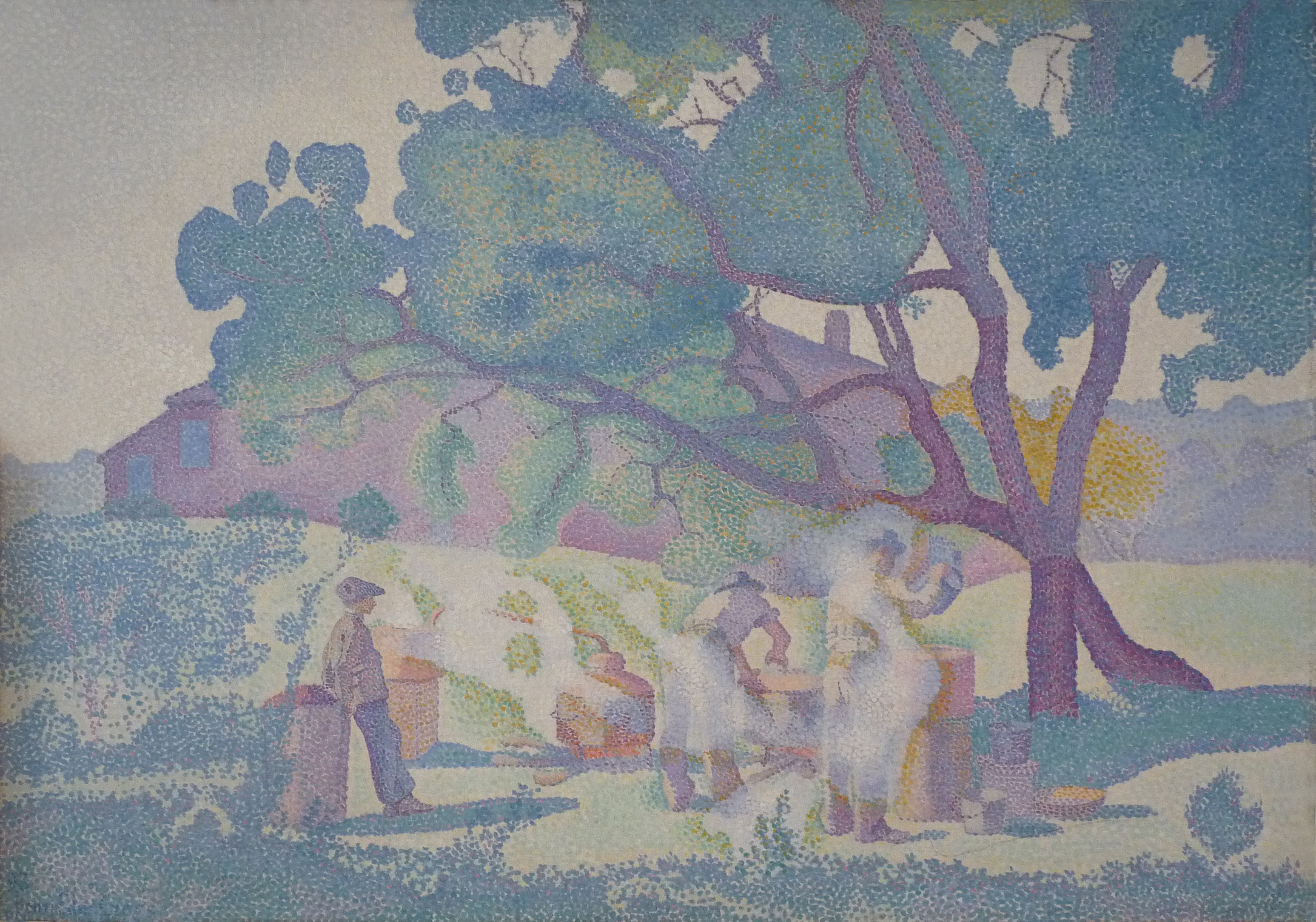
La granja, mañana, 1893
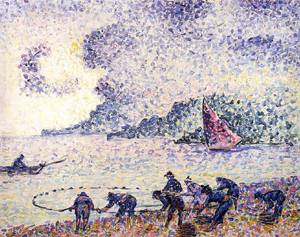
Pescador, 1895
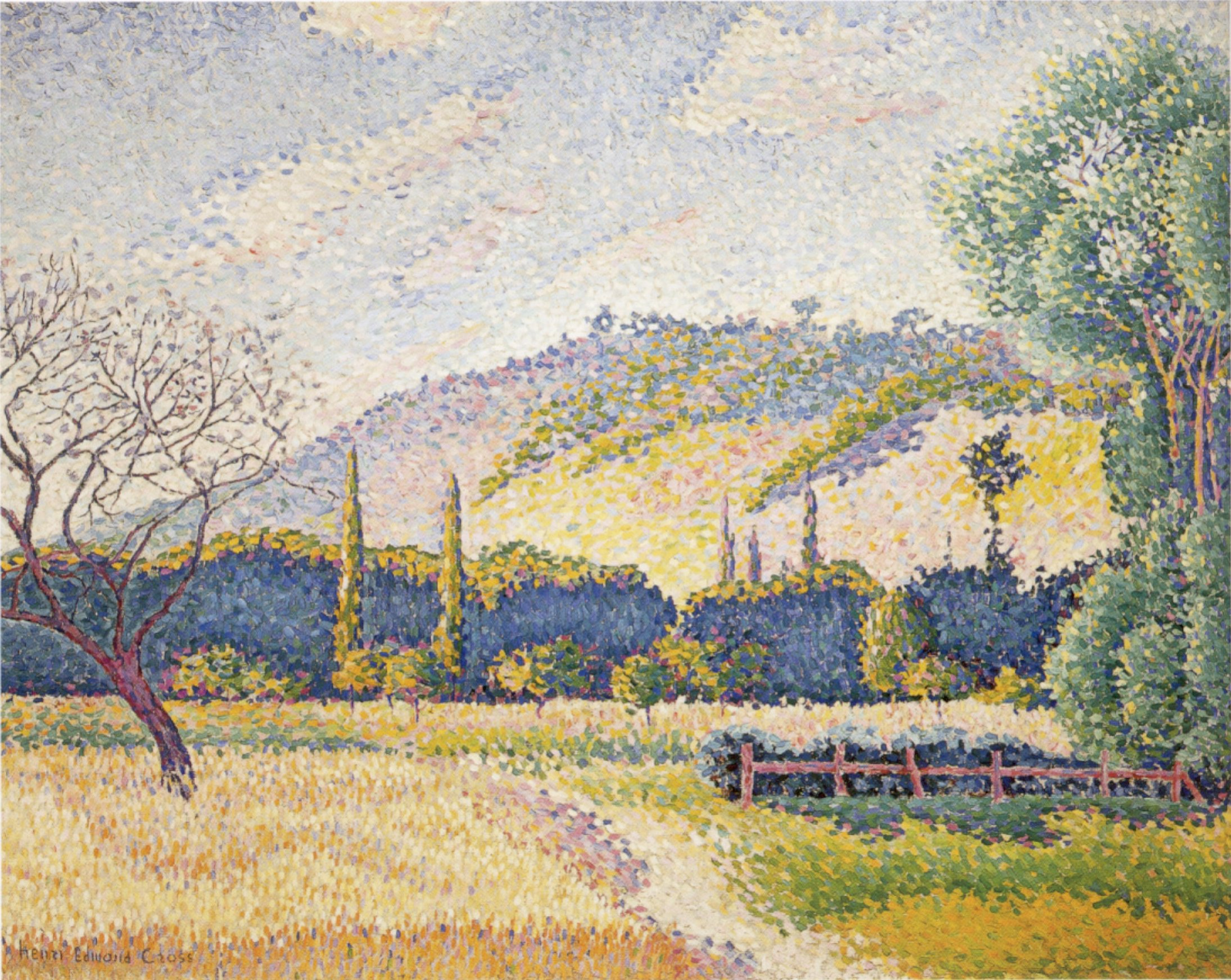
Paisaje, c. 1896–1899
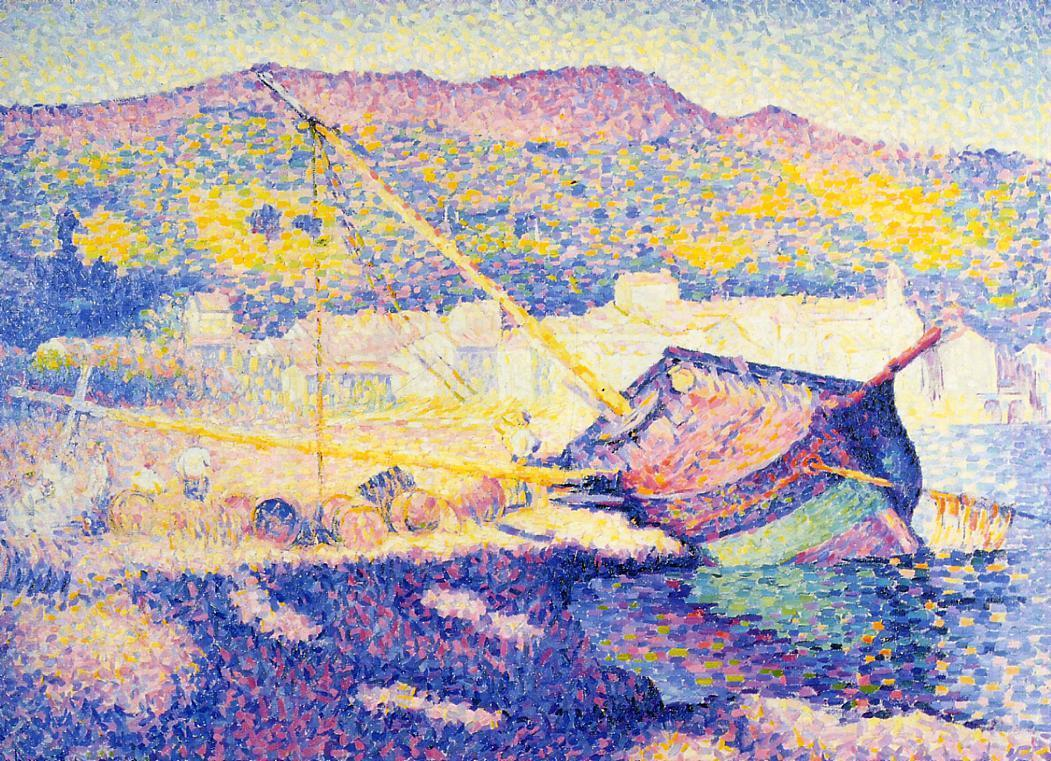
La barca azul, 1899
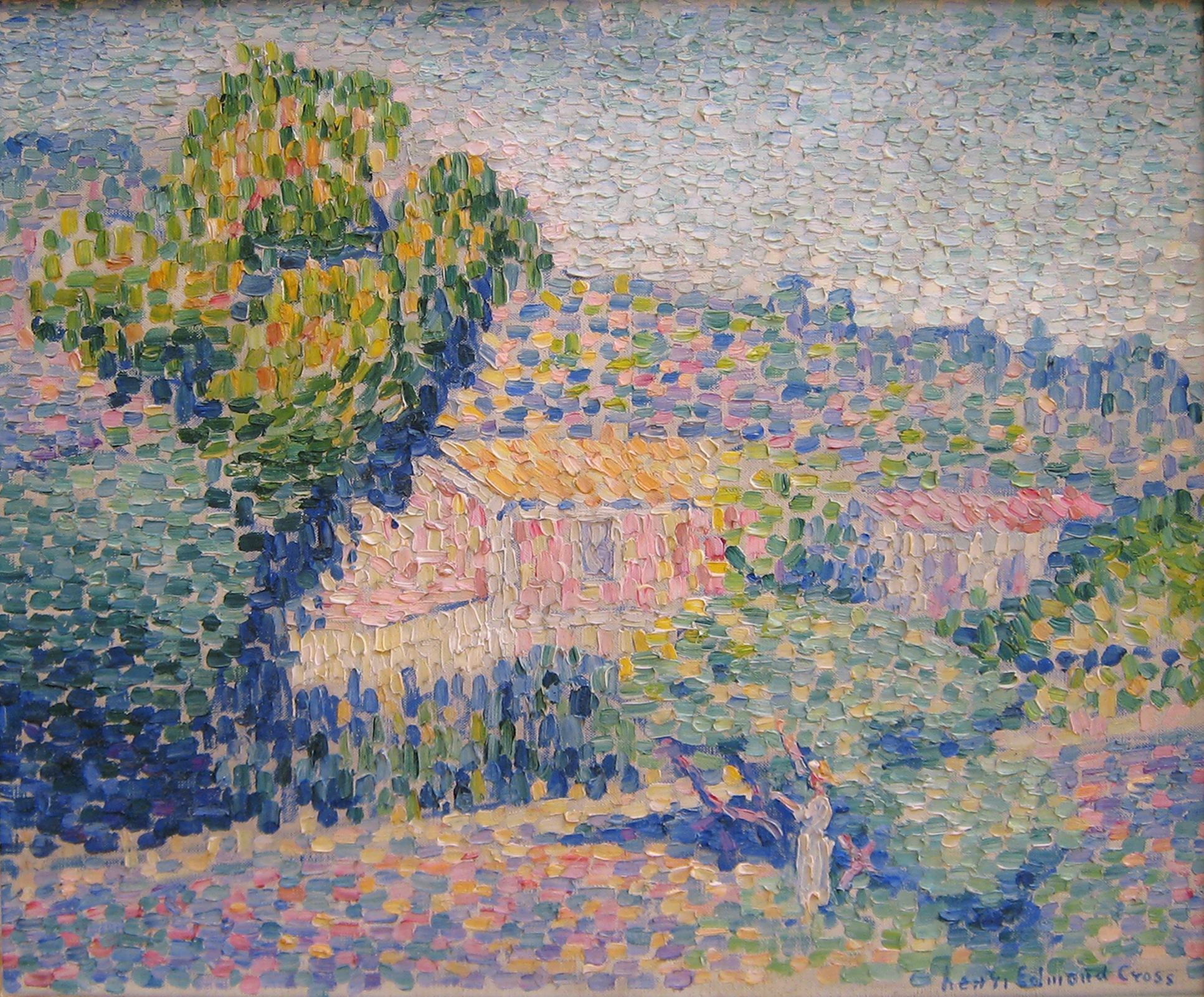
La casa rosa, c. 1901-1905
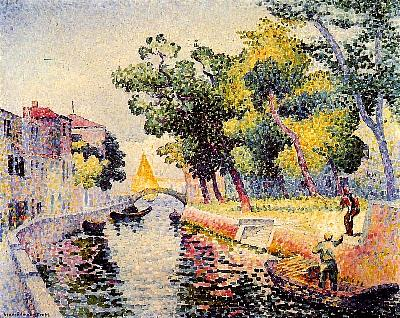
Puente San Trovaso, 1902–1905
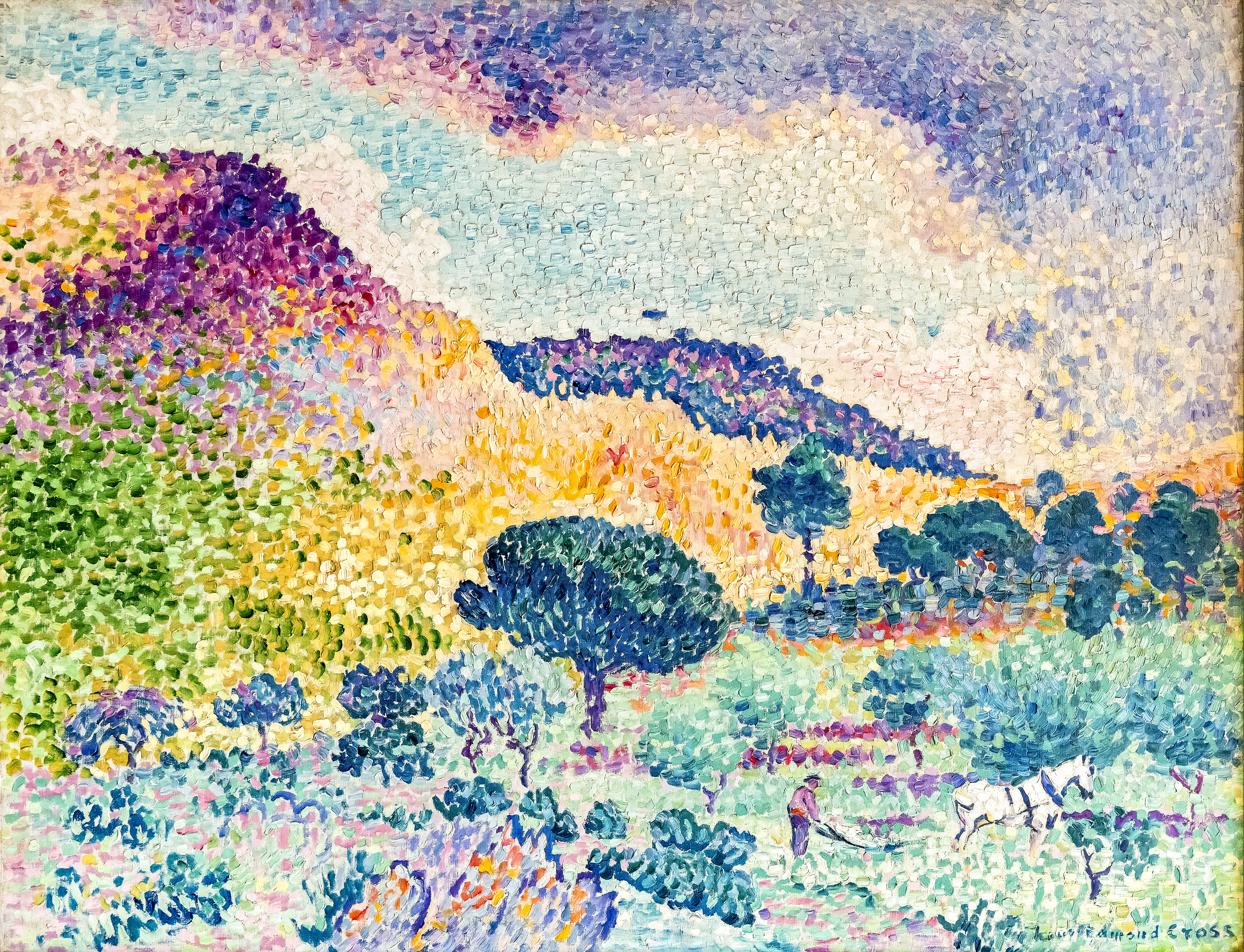
La cadena montañosa de los Maures, 1906–1907
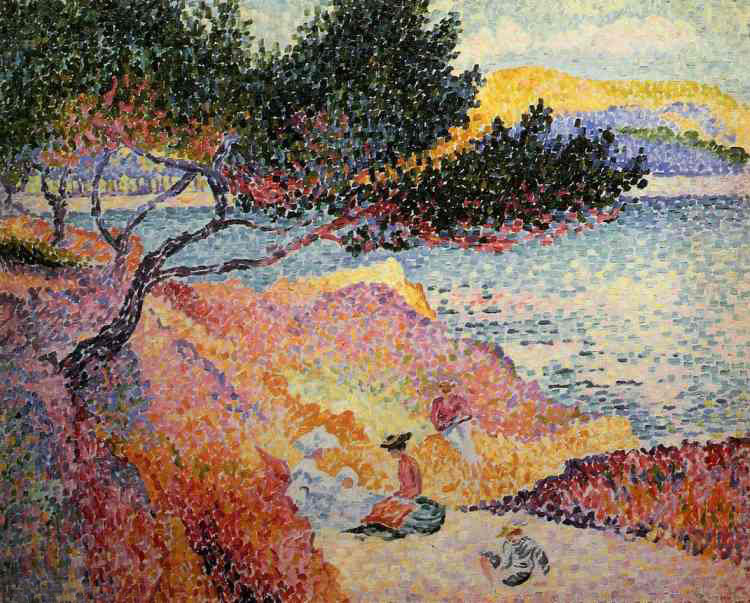
La bahía de Cavalière, 1906–1907
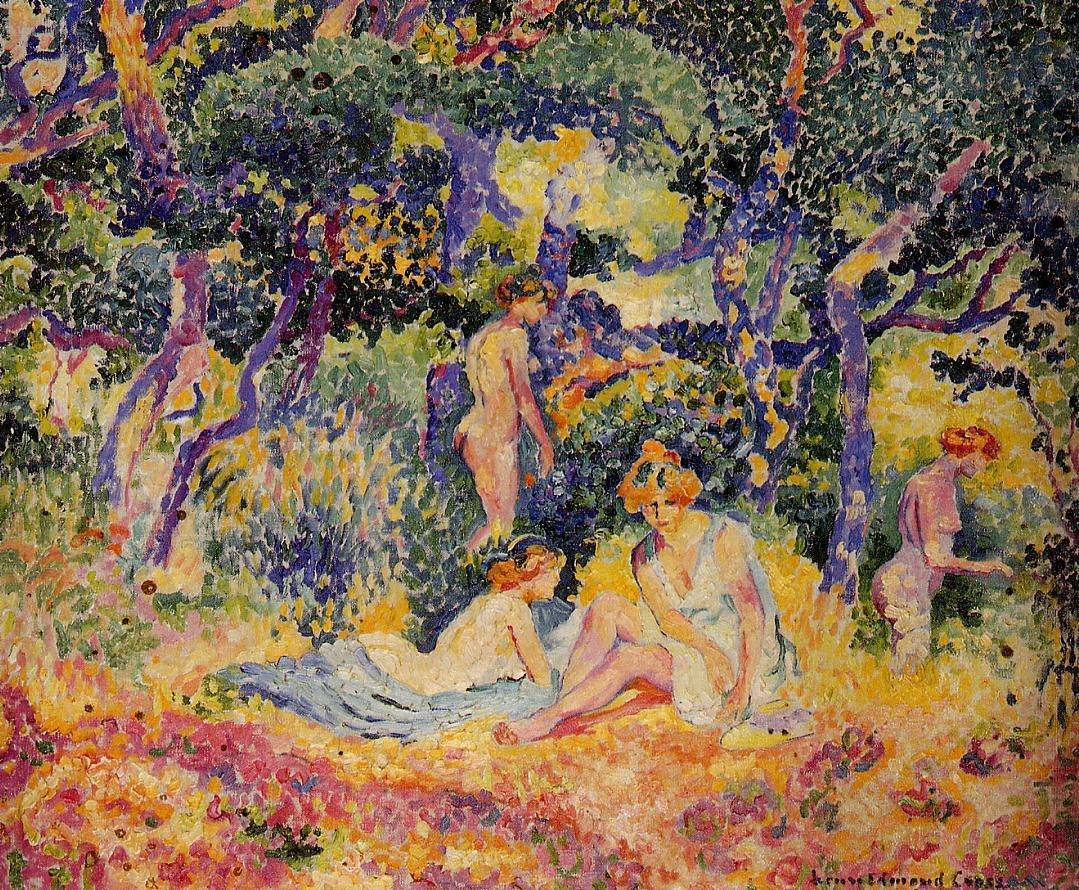
El bosque, 1906–1907
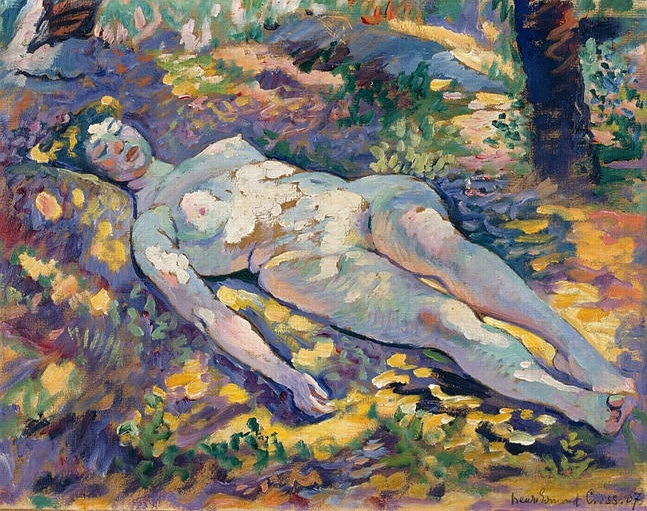
Desnudo durmiendo en el claro, 1907
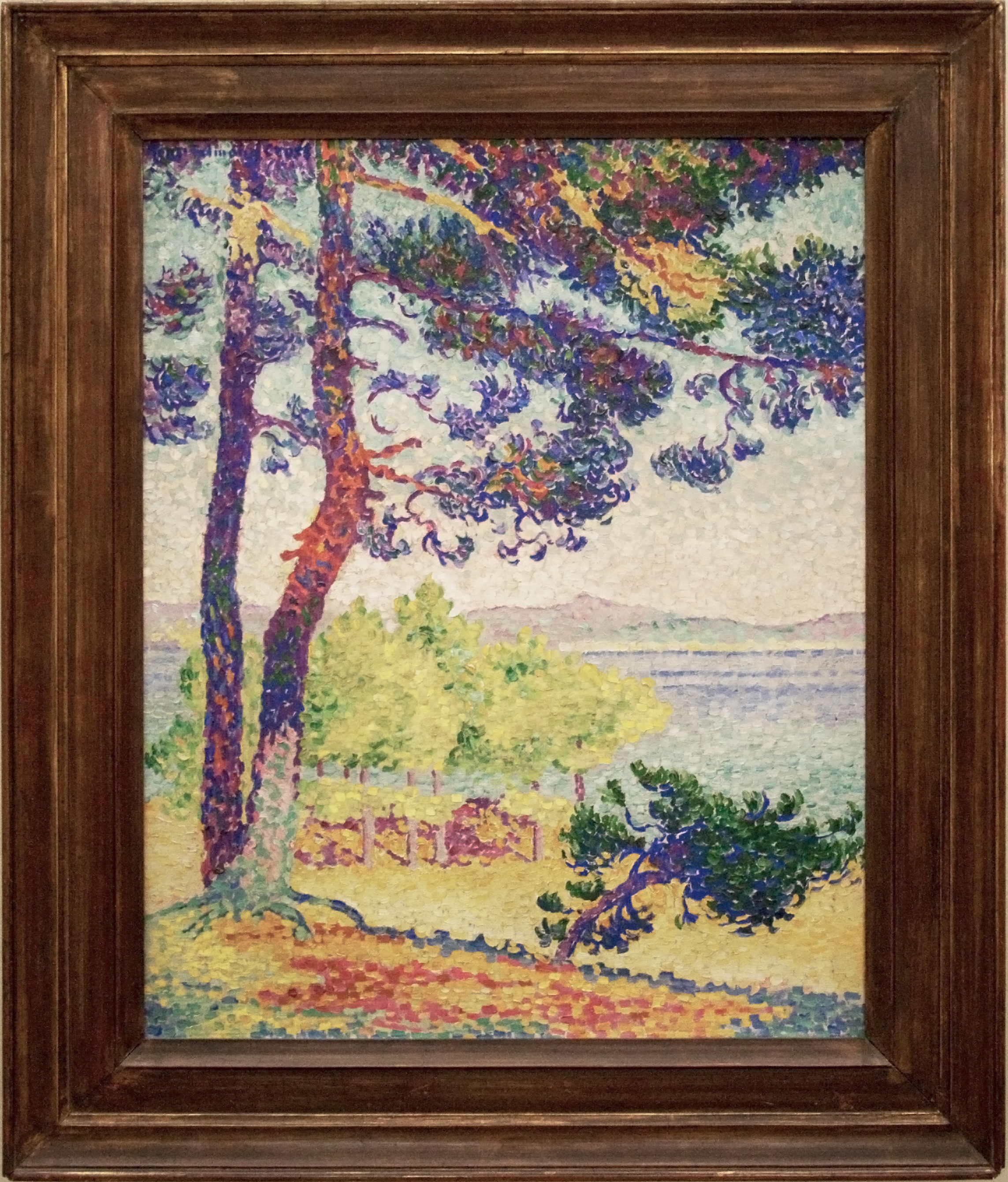
Tarde en Pardigon, 1907
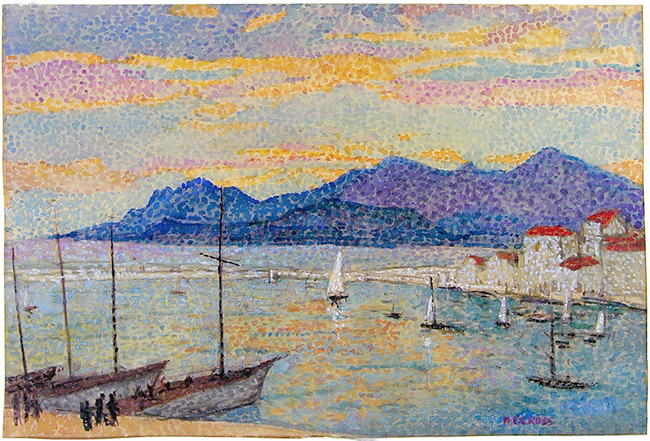
Escena portuaria, c. 1910